# Соровское (озеро, Вологодская область)
Соровское — озеро в России, располагается на территории Кирилловского района Вологодской области.
Площадь водной поверхности озера равняется 1,72 км². Уровень уреза воды находится на высоте 123 м над уровнем моря. Площадь водосборного бассейн озера составляет 32 км².
Код объекта в государственном водном реестре — 08010200311110000003953.